# Sinagoga Eliyahu Hanavi
La Sinagoga Eliyahu Hanavi (en árabe: كنيس النبي إلياهو) es una sinagoga en Alejandría, Egipto. Se encuentra en la calle Nabi Daniel. Construida en 1354, fue bombardeada por los franceses durante la invasión de Egipto en 1798, y fue reconstruida en el año 1850 con la colaboración de la dinastía Muhammad Ali. Aunque los servicios se siguen manteniendo en la sinagoga, en la actualidad atiende a un comunidad muy pequeña debido a la disminución del número de judíos en Alejandría. La sinagoga se cerró para las celebraciones del 5722 (2012), debido a razones de seguridad. En 2018, el presidente Abdel Fatah al-Sissi estableció como una prioridad de su gobierno la preservación de los lugares de culto de las minorías religiosas copta y judía. A raíz de ese decreto se iniciaron trabajos para la restauración de la sinagoga que concluyeron con su reapertura en enero de 2020.